# Melanie Costa
Melanie Felicitas Costa Schmid (* 24. April 1989 in Palma) ist eine spanische Freistilschwimmerin, dreifache Olympiateilnehmerin und Weltmeisterin über 400 Meter Kraul bei den Kurzbahnweltmeisterschaften 2012.

## Erfolge
Bei den Kurzbahneuropameisterschaften 2010 in Eindhoven und 2011 in Stettin hatte die 180 cm große und 69 kg leichte Mallorquinerin bereits zwei Silber- und zwei Bronzemedaillen in den Einzeldisziplinen zwischen 200 und 800 Meter Freistil gewonnen. 2012 im Sinan Erdem Dome in Istanbul ließ sie im Endspurt die lange führende Favoritin Camille Muffat, die Kurzbahnweltmeisterin über 200 m von 2010, hinter sich und verwies Chloe Sutton (USA, 4:01,20) und Lauren Boyle (Neuseeland, 4:01,24) mit einer Zeit von 4:01,08 min auf die Plätze. Costas Teamkollegin Erika Villaécija wurde Achte.
Bei Olympia 2008 in Peking hatte Costa über 200 m Freistil in 1:59,08 min Platz 18 belegt. 
2012 in London verpasste sie zweimal knapp die Endläufe über 200 und 400 Meter und wurde jeweils Neunte.

## Bestzeiten
(25-m-Bahn)
- 100 m 055,07
- 200 m 1:54,31
- 400 m 4:00,17
- 800 m 8:16,28